# Undeniable: Evolution and the Science of Creation
Undeniable: Evolution and the Science of Creation är en bok skriven av Bill Nye och Corey S. Powell. Boken handlar om framsteg inom vetenskap och förespråkandet av evolution. Boken är en förlängning av Bill Nye-Ken Ham debatten som ägde rum under 2014.